# Campeonato Femenino de la AFC de 1975
El Campeonato Femenino de la AFC de 1975 fue la primera edición del torneo continental asiático de fútbol femenino, organizado por la Confederación Asiática de Fútbol. Se celebró en Hong Kong del 25 de agosto al 3 de septiembre de 1975, y además de cuatro países de Asia (Hong Kong, Malasia, Singapur y Tailandia) participaron dos de Oceanía (Australia y Nueva Zelanda). 
Nueva Zelanda ganó el campeonato, tras derrotar a Australia en las semifinales y a Tailandia en la final.

## Primera fase

### Grupo A
| Equipo    | Pts | PJ | PG | PE | PP | GF | GC | Dif |
| --------- | --- | -- | -- | -- | -- | -- | -- | --- |
| Tailandia | 4   | 2  | 2  | 0  | 0  | 6  | 2  | +4  |
| Australia | 2   | 2  | 1  | 0  | 1  | 5  | 3  | +2  |
| Singapur  | 0   | 2  | 0  | 0  | 2  | 0  | 6  | -6  |

| 25 de agosto de 1975 | Tailandia                                                            | 3:2 (2:0) | Australia                                        | Estadio Hong Kong, Hong Kong                            |                                                         |
|                      | - Lumjeag Boabutr 20' - Yupadee Chaisawat 29' - Wanvilai Thongsa 52' |           | - 58' Pat O'Connor - 60' (pen.) Crystal Abenthum | Asistencia: 4.119 espectadores Árbitro(s): Chen Tam-Sun | Asistencia: 4.119 espectadores Árbitro(s): Chen Tam-Sun |

| 27 de agosto de 1975 | Tailandia                                             | 3:0 (2:0) | Singapur | Estadio Hong Kong, Hong Kong   |                                |
|                      | - Wanvilai Thongsa 19' - Suwannee Monchanuan 22', 46' |           |          | Asistencia: 4.500 espectadores | Asistencia: 4.500 espectadores |

| 29 de agosto de 1975 | Australia                                                 | 3:0 (1:0) | Singapur | Estadio Hong Kong, Hong Kong   |                                |
|                      | - Trixie Barry 19' - Julie Dolan 52' - Pat O'Connor 60+1' |           |          | Asistencia: 2.226 espectadores | Asistencia: 2.226 espectadores |

### Grupo B
| Equipo        | Pts | PJ | PG | PE | PP | GF | GC | Dif |
| ------------- | --- | -- | -- | -- | -- | -- | -- | --- |
| Nueva Zelanda | 4   | 2  | 2  | 0  | 0  | 5  | 0  | +5  |
| Malasia       | 2   | 2  | 1  | 0  | 1  | 2  | 3  | -1  |
| Hong Kong     | 0   | 2  | 0  | 0  | 2  | 0  | 4  | -4  |

| 25 de agosto de 1975 | Nueva Zelanda | 2:0 (1:0) | Hong Kong                              | Estadio Hong Kong, Hong Kong   |                                |
|                      |               |           | - 8' Marilyn Marshall - 60' Elaine Lee | Asistencia: 4.119 espectadores | Asistencia: 4.119 espectadores |

| 27 de agosto de 1975 | Nueva Zelanda                                     | 3:0 (1:0) | Malasia | Estadio Hong Kong, Hong Kong   |                                |
|                      | - Kathy Simeonoff 14' - Marilyn Marshall 33', 43' |           |         | Asistencia: 4.500 espectadores | Asistencia: 4.500 espectadores |

| 29 de agosto de 1975 | Malasia                                    | 2:0 (0:0) | Hong Kong | Estadio Hong Kong, Hong Kong   |                                |
|                      | - Raja Nor Ashikin 45' - Fadzilla Noor 58' |           |           | Asistencia: 2.226 espectadores | Asistencia: 2.226 espectadores |

## Fase final
|  | Semifinales                | Semifinales                |   |                            | Final                      | Final |  |
|  |                            |                            |   |                            |                            |       |  |
|  |                            |                            |   |                            |                            |       |  |
|  | Hong Kong, 1 de septiembre |                            |   |                            |                            |       |  |
|  | Tailandia                  | 3                          |   |                            |                            |       |  |
|  | Malasia                    | 0                          |   |                            |                            |       |  |
|  |                            |                            |   |                            |                            |       |  |
|  |                            |                            |   |                            | Hong Kong, 3 de septiembre |       |  |
|  |                            |                            |   |                            | Tailandia                  | 1     |  |
|  |                            | Nueva Zelanda              | 3 |                            |                            |       |  |
|  |                            |                            |   |                            |                            |       |  |
|  |                            |                            |   |                            |                            |       |  |
|  |                            |                            |   |                            | Tercer lugar               |       |  |
|  | Hong Kong, 1 de septiembre | Hong Kong, 1 de septiembre |   | Hong Kong, 3 de septiembre | Hong Kong, 3 de septiembre |       |  |
|  | Nueva Zelanda              | 3                          |   | Malasia                    | 0                          |       |  |
|  | Australia                  | 2                          |   |                            | Australia                  | 5     |  |

### Semifinal
| 31 de agosto de 1975 | Tailandia                                            | 3:0 (1:0) | Malasia | Estadio Hong Kong, Hong Kong   |                                |
|                      | - Suwannee Monchanuan 4', 35' - Wanvilai Chaudet 36' |           |         | Asistencia: 6.655 espectadores | Asistencia: 6.655 espectadores |

| 31 de agosto de 1975 | Nueva Zelanda                                       | 3:2 (2:0) | Australia                            | Estadio Hong Kong, Hong Kong   |                                |
|                      | - Marilyn Marshall 17' - Isobel Richardson 26', 52' |           | - 51' Trixie Barry - 59' Julie Dolan | Asistencia: 6.655 espectadores | Asistencia: 6.655 espectadores |

### Tercer puesto
| 2 de septiembre de 1975 | Malasia | 0:5 (0:3) | Australia | Estadio Hong Kong, Hong Kong    |  |
|                         |         |           |           | Asistencia: 11.573 espectadores |  |

### Final
| 2 de septiembre de 1975 | Tailandia              | 1:3 (0:2) | Nueva Zelanda                                             | Estadio Hong Kong, Hong Kong                                      |                                                                   |
|                         | - Wanvilai Thongsa 41' |           | - 4', 29' Marilyn Marshall - 50' (pen.) Nora Hetherington | Asistencia: 11.573 espectadores Árbitro(s): Sivapalan Kathiravale | Asistencia: 11.573 espectadores Árbitro(s): Sivapalan Kathiravale |